# Cronologia della storia contemporanea
Cronologia essenziale dell'Età contemporanea (XIX secolo-oggi).

## Cronologia

### XIX secolo
- 1795: Il giovane Napoleone Bonaparte scongiura a Parigi il colpo di Stato monarchico e viene nominato per merito, da Paul Barras, generale del Corpo d'Armata dell'Interno
- Inizio Ottocento - diffusione in tutta l'Europa del Romanticismo
- Prima metà dell'Ottocento - nasce in Francia il Positivismo
- 1804: Napoleone Bonaparte viene incoronato Imperatore dei Francesi presso la Cattedrale di Notre Dame
- 1814: Apogeo e sconfitta definitiva di Napoleone, è indetto nel 1814 il Congresso di Vienna (1814-1815) con intenti di Restaurazione tra i domini europei
- 18 giugno 1815: Battaglia di Waterloo: sconfitta definitiva di Napoleone Bonaparte ad opera delle forze inglesi e prussiane
- 1815: Congresso di Vienna
- 22 luglio 1822: nasce Gregor Mendel, padre della genetica
- 1827: Alessandro Manzoni pubblica I promessi sposi
- 1837-1901: Età vittoriana in Inghilterra, in seguito al regno della Regina Vittoria: epoca di splendore politico e culturale
- 1848: in Italia: Statuto Albertino: emancipazione dei valdesi e degli ebrei italiani col riconoscimento dei loro diritti civili e politici
- Prima metà dell'Ottocento - nasce in Europa il Decadentismo
- 4 ottobre 1853: scoppio della Guerra di Crimea
- 1859: Il biologo britannico Charles Darwin pubblica il libro L'origine delle specie
- 11 maggio 1860: sbarco di Giuseppe Garibaldi e dei Mille a Marsala
- 17 marzo 1861: Nascita dell'Italia unita: (Risorgimento d'Italia): Unità d'Italia e conseguente proclamazione del Regno d'Italia
- 1861-1865: Torino, prima capitale del Regno d'Italia
- 1861: Scoppio della Guerra di secessione americana (12 aprile)
- 1862: Dopo il conseguimento dell'Unità d'Italia viene introdotta ufficialmente la Lira italiana
- 1865-1871: Firenze Capitale del Regno d'Italia
- 1865: Gli USA vincono la Guerra di secessione americana contro gli Stati Confederati d'America
- 31 gennaio 1865: Abraham Lincoln abolisce la schiavitù dei neri negli Stati Uniti d'America con il XIII emendamento
- 15 aprile 1865: viene assassinato il presidente degli Stati Uniti Abraham Lincoln
- 1866: Terza guerra d'indipendenza italiana (20 giugno - 12 agosto), combattuta contro l'impero austriaco: vittoria dell'Italia
- 1866-1869: Restaurazione Meiji in Giappone, dopo oltre duecento anni di isolazionismo verso l'Occidente, con l'incursione delle navi del commodoro Perry
- 1º luglio 1867: (Canada day), formazione di una singola nazione: il Canada
- 1867: Battaglia di Mentana: vittoria delle truppe franco-pontificie sui volontari garibaldini
- 1869: Roma: data di apertura del Concilio Vaticano I: si sostenne, tra l'altro, un governo basato sulla figura centrale del Vaticano
- 2 ottobre 1869: data di nascita del Mahatma Gandhi: in seguito questa data viene commemorata nel mondo con la Giornata internazionale della nonviolenza
- 20 settembre 1870: Presa di Roma da parte del Regno d'Italia (1861-1946), nota anche come Breccia di Porta Pia, sancisce la fine dello Stato Pontificio
- 1º luglio 1871: Roma, diviene capitale del Regno d'Italia
- 1875-1895: nascita del Verismo italiano sulle orme del Naturalismo francese
- 1871: formazione dell'Impero Tedesco (che durò fino al 1918)
- 1876: Expo 1876: il primo Expo statunitense: si tenne a Filadelfia in occasione del centenario dell'indipendenza degli Stati Uniti d'America
- 1886: nasce l'Automobile, inventata dall'ingegnere tedesco Karl Benz
- Thomas Edison inventa la Lampadina (1880) e del Fonografo (1877)
- 1889: Expo 1889: si tenne a Parigi in occasione del centenario della Rivoluzione Francese e il cui simbolo fu la costruzione della Tour Eiffel
- Ultimo decennio dell'Ottocento - inizia la Seconda rivoluzione industriale
- 1893: Nuova Zelanda: primo paese al mondo a riconoscere e concedere il diritto di voto alle donne, grazie al contributo dell'attivista neozelandese Kate sheppard
- 1896-1898: Rivoluzione filippina, contro la dominazione spagnola
- 12 giugno 1898: proclamazione dell'indipendenza delle Filippine dalla Spagna, ad opera del politico filippino Emilio Aguinaldo (1869-1964)
- 29 luglio 1900: il re d'Italia Umberto I viene assassinato dall'anarchico Gaetano Bresci.

### XX secolo
- 1901: vengono assegnati i primi Premi Nobel
- 14 settembre 1901: il presidente statunitense William McKinley viene assassinato. Gli succede Theodore Roosevelt
- Ciclismo: nascono il Tour de France (1903), il Giro d'Italia (1909), il Giro delle Fiandre (1913) e la Vuelta a España (1935)
- 1904–1905: Guerra russo-giapponese
- 1906: Giosuè Carducci riceve il Premio Nobel per la letteratura
- 18 aprile 1906: il terremoto di San Francisco devasta la città
- 28 dicembre 1908: il terremoto di Messina miete tra le 90.000 e le 120.000 vittime
- 23 febbraio 1909: negli Stati Uniti si svolge per la prima volta la Giornata internazionale della donna
- 5 ottobre 1910: Portogallo: termina la monarchia costituzionale e viene istituita la Repubblica
- 16 dicembre 1910: nasce il primo aereo jet: il Coandă-1910, progettato dall'ingegnere rumeno Henri Coandă
- 1911-1912: Guerra italo-turca
- 14 aprile 1912: il transatlantico britannico RMS Titanic urta contro un iceberg e affonda in poche ore. Muoiono 1.518 persone
- 1912-1913: Guerre balcaniche
- 23 settembre 1913: primo volo aereo del Mediterraneo senza scalo in 7 ore e 53 minuti, effettuato dall'aviatore francese Roland Garros
- 28 giugno 1914: l'arciduca Francesco Ferdinando d'Austria muore vittima di un attentato a Sarajevo da parte di un giovane anarchico serbo. Ultimatum alla Serbia e scoppio della prima guerra mondiale
- 1914-1918: Prima guerra mondiale
- 5 agosto 1914: Cleveland (U.S.A.): viene installato il primo semaforo ad illuminazione elettrica, all'angolo fra la 105ª strada Est e la Euclid Avenue in Cleveland
- 1914-1923: Genocidio armeno, Genocidio assiro e Genocidio dei greci del Ponto da parte dell'Impero ottomano
- 24 aprile 1915: Genocidio armeno: inizio delle deportazioni ed eliminazioni di armeni da parte dell'Impero ottomano
- 7 maggio 1915: il transatlantico britannico RMS Lusitania viene silurato e affondato dal sommergibile tedesco U-20. Muoiono 1.198 persone, tra le quali diversi cittadini statunitensi
- 25 aprile 1915: primo sbarco dei soldati australiani e neozelandesi a Gallipoli (Turchia): in seguito questo giorno viene commemorato nell'Anzac Day
- 21 febbraio 1916: data di inizio della Battaglia di Verdun, durante la prima guerra mondiale, tra esercito francese e quello tedesco: vittoria francese
- 24 aprile-29 aprile 1916: Rivolta di Pasqua (o Easter Rising), in Irlanda, dei ribelli irlandesi per ottenere l'indipendenza dalla Gran Bretagna: vittoria britannica
- Giugno 1916: inizio della Rivolta araba contro la dominazione ottomana
- 5 ottobre 1916: viene completata in Russia la costruzione della Ferrovia transiberiana, che con i suoi 9289 km è la ferrovia più lunga del mondo
- 1917: Rivoluzione russa. I bolscevichi di Lenin assaltano la reggia dello zar Nicola II. Segue la Guerra civile russa e la nascita dell'Unione Sovietica
- 13 maggio 1917: Portogallo: prima apparizione della Madonna di Fátima a tre pastorelli
- 7 novembre 1917: è il Giorno della Rivoluzione di Ottobre (25 ottobre del Calendario giuliano) in Russia, che portò alla caduta dell'impero russo degli Zar
- 6 dicembre 1917: la Finlandia ottiene l'indipendenza dalla Russia
- 16 febbraio 1918: Giorno dell'indipendenza della Lituania da Russia e Germania
- 24 febbraio 1918: Dichiarazione d'indipendenza dell'Estonia dalla Russia
- 26 maggio 1918: viene istituita la Repubblica Democratica di Georgia
- 28 maggio 1918: fondazione della Repubblica Democratica di Azerbaigian
- 28 ottobre 1918: Giorno della fondazione della Cecoslovacchia da parte di Tomáš Masaryk
- 4 novembre 1918: in Italia Giorno della Vittoria nella prima guerra mondiale: evento poi celebrato con la Giornata dell'Unità Nazionale e delle Forze Armate
- 11 novembre 1918: Giorno della fine della prima guerra mondiale, ricordato in seguito con il Remembrance Day
- 11 novembre 1918: Giorno dell'indipendenza della Polonia dalla Russia, Austria-Ungheria e Prussia
- 18 novembre 1918: al termine della Guerra d'indipendenza lettone, la Lettonia ottiene l'indipendenza dalla Russia
- 1º dicembre 1918: è il Giorno dell'Unione della Transilvania alla Romania (in seguito festa nazionale della Romania: Giornata della Grande Unione)
- 1919: Benito Mussolini fonda i Fasci italiani di combattimento, futuro partito del regime fascista
- 1919: Inizi e affermazione del tennis femminile con la francese Suzanne Lenglen, prima donna tennista professionista della storia
- 1919-1922: Guerra greco-turca
- 1920: Guerra turco-armena
- 1920-1929: iniziano gli Anni ruggenti: periodo di benessere in tutto il mondo
- 23 aprile 1920: fondazione dell'Assemblea Nazionale Turca
- 1921: Albert Einstein riceve il Premio Nobel per la fisica per lo studio dell'effetto fotoelettrico, del 1905
- 1920-1921: Guerra franco-turca
- Tramonto dei grandi Imperi europei a causa della prima guerra mondiale, quali l'Austro-ungarico e l'ottomano. Guerra d'indipendenza turca
- Crisi in Germania (Repubblica di Weimar) e forte svalutazione del Marco tedesco durante il primo dopoguerra
- 30 dicembre 1922: è il Giorno della fondazione dell'Unione Sovietica (o URSS) da parte di Lenin
- I Olimpiade invernale a Chamonix-Mont-Blanc nel 1924
- 1924: ascesa al potere di Stalin in Unione Sovietica e nascita dello stalinismo
- 1926: Grazia Deledda riceve il Premio Nobel per la letteratura
- Charles Lindbergh nel 1927 è il primo aviatore a trasvolare l'Oceano Atlantico
- 11 febbraio 1929: vengono firmati i Patti Lateranensi tra la Santa Sede (rappresentata dal cardinale Pietro Gasparri) e il Regno d'Italia (rappresentato da Benito Mussolini): accordi di mutuo riconoscimento: viene istituito lo Stato della Città del Vaticano
- 1929: negli USA inflazione e crollo della borsa
- Anni trenta: Il presidente Franklin D. Roosevelt risolleva gli USA dalla grande depressione con il New Deal
- 30 gennaio 1933: Adolf Hitler diventa cancelliere della Germania
- 1934: Luigi Pirandello riceve il Premio Nobel per la letteratura
- 17 luglio 1936: data di inizio della Guerra civile spagnola, che vede la vittoria dei Nazionalisti e l'ascesa al potere di Francisco Franco nel 1939, che dà vita al franchismo
- Guerra d'Etiopia e Guerra d'Eritrea: colonialismo italiano in Etiopia, Libia ed Eritrea
- Nasce la filosofia dell'esistenzialismo
- Avanguardie nell'architettura: Futurismo in Italia, Bauhaus in Germania, Razionalismo in Francia con Le Corbusier, Architettura Organica in USA con Frank Lloyd Wright
- Avanguardie nella pittura: il russo Kandinsky fonda il movimento Blaue Reiter, Picasso è esponente del Cubismo. Correnti dell'Espressionismo, Dadaismo, Astrattismo
- Enrico Fermi e i ragazzi di via Panisperna compiono i primi studi sull'energia nucleare che porteranno al primo reattore nucleare e al successivo progetto Manhattan
- 1937-1945: Seconda guerra sino-giapponese
- 1939-1945: Seconda guerra mondiale
- 18 giugno 1940: Appello del 18 giugno (Appel du 18 juin) da parte di Charles de Gaulle per la resistenza francese all'occupazione tedesca
- 12 settembre 1940; vengono scoperte da quattro ragazzi francesi le Grotte di Lascaux, in Francia, uno dei siti più noti del periodo paleolitico
- Anni quaranta - nasce il Neorealismo in Italia
- 28 ottobre 1940: in Grecia è il Giorno del No, ovvero il rifiuto all'ingresso delle truppe italiane in territorio greco
- 7 dicembre 1941: attacco di Pearl Harbor da parte delle forze aeronavali giapponesi contro la flotta militare statunitense: segna l'entrata in guerra degli U.S.A. nella Seconda guerra mondiale
- 19 aprile 1943: inizia la rivolta del ghetto di Varsavia, da parte della popolazione ebraica reclusa nel ghetto verso le autorità tedesche
- 10 luglio 1943: sbarco degli Alleati in Sicilia, che porterà il 25 luglio alla destituzione di Mussolini
- 16 ottobre 1943: Rastrellamento del ghetto di Roma da parte delle truppe tedesche della Gestapo nei confronti della Comunità ebraica di Roma
- Seconda guerra mondiale: Porajmos o Samudaripen, ovvero lo sterminio del popolo rom e sinti da parte dei nazisti
- 22 novembre 1943; indipendenza del Libano dalla Francia
- 25 novembre 1943: in Bosnia ed Erzegovina si svolge la prima seduta dello ZAVNOBiH, organo di governo partigiano
- 4 giugno 1944: Liberazione di Roma da parte delle forze alleate
- 6 giugno 1944: Sbarco in Normandia (o D-Day) da parte degli Alleati
- 1-20 luglio 1944: Conferenza di Bretton Woods sull'economia mondiale
- 1945-1947: Primo Levi scrive il romanzo Se questo è un uomo e lo pubblica nel 1947
- 27 gennaio 1945: Giorno della liberazione da parte delle truppe dell'Armata Rossa del Campo di concentramento di Auschwitz, in seguito commemorato col Giorno della memoria
- 25 aprile 1945: Giorno della Liberazione d'Italia dall'occupazione nazista e dal governo fascista, in seguito celebrato nell'Anniversario della liberazione d'Italia
- 9 maggio 1945: Den' Pobedy: è la Giornata della vittoria dei paesi dell'Europa orientale nella seconda guerra mondiale
- Fine della seconda guerra mondiale: resa della Germania nazista, suicidio di Hitler, bombe su Hiroshima e Nagasaki, vittoria americana e russa, spartizione dell'Europa in due blocchi attraverso il Muro di Berlino e la Cortina di Ferro. Processo di Norimberga ai gerarchi nazisti sopravvissuti
- 15 agosto 1945: Gwangbokjeol: è il Giorno della Liberazione della Corea dal dominio giapponese
- 17 agosto 1945: l'Indonesia diventa indipendente dai Paesi Bassi
- 2 settembre 1945: il Vietnam dichiara l'indipendenza dalla Francia con il leader Ho Chi Minh
- 24 ottobre 1945: viene istituita l'Organizzazione delle Nazioni Unite (ONU), sulle ceneri della vecchia Società delle Nazioni
- 16 novembre 1945: nasce a Londra l'UNESCO
- 29 novembre 1945: viene fondata la Repubblica Socialista Federale di Jugoslavia con Josip Broz Tito
- 27 dicembre 1945: nasce il Fondo monetario internazionale (FMI)
- 1946-1954: Guerra d'Indocina
- 17 aprile 1946: la Siria ottiene l'indipendenza dalla Francia
- 25 maggio 1946: Giorno dell'indipendenza della Giordania dal Regno Unito
- 2-3 giugno 1946: In Italia si vota per il Referendum istituzionale del 1946 (in seguito celebrato nella Festa della Repubblica Italiana). Le donne votano per la prima volta in una consultazione politica nazionale
- 2 giugno 1946: Nascita della Repubblica Italiana: L'Italia è proclamata repubblica
- 12 ottobre 1946: Italia: viene decisa l'adozione come inno nazionale dell'Inno di Mameli
- 11 dicembre 1946: viene istituito, con sede centrale a New York, l'UNICEF (Fondo delle Nazioni Unite per l'Infanzia)
- 10 febbraio 1947: vengono firmati Trattati di Parigi al termine della seconda guerra mondiale
- 14 agosto 1947: è il Giorno di Mohammad Ali Jinnah e l'indipendenza del Pakistan dal Regno Unito: nasce il Pakistan
- 15 agosto 1947: è il Giorno del Mahatma Gandhi e l'indipendenza dell'India dal Regno Unito, attraverso la non-violenza
- 1º gennaio 1948: entra in vigore della Costituzione della Repubblica Italiana
- Prendono avvio nel Vicino Oriente i conflitti arabo-israelini con la Guerra arabo-israeliana del 1948
- Ricostruzione post-bellica in molti paesi nel secondo dopoguerra. Piano Marshall in Europa
- 4 febbraio 1948: lo Sri Lanka (allora chiamata Ceylon) ottiene l'indipendenza dal Regno Unito
- 7 aprile 1948: viene istituita a Ginevra l'Organizzazione mondiale della sanità (o OMS o WHO)
- 14 maggio 1948: Yom HaAtzmaut: è il Giorno della proclamazione dello Stato di Israele da parte di David Ben Gurion
- 9 settembre 1948: viene fondata la Corea del Nord (o Repubblica Popolare Democratica di Corea), da Kim Il Sung
- 10 dicembre 1948: viene firmata a Parigi la Dichiarazione universale dei diritti umani
- 14 febbraio 1949: si riunisce per la prima volta la knesset, il parlamento di Israele (parlamento monocamerale)
- 1º ottobre 1949: Giorno della proclamazione della Repubblica Popolare Cinese con Mao Zedong
- Nasce l'Organizzazione del Trattato dell'Atlantico del Nord (NATO) che coinvolge i paesi del cosiddetto blocco occidentale
- 25 giugno 1950: è la data di inizio della Guerra di Corea: invasione dell'esercito nordcoreano nei confronti della Corea del Sud
- 26 gennaio 1950; viene istituita la Repubblica Indiana e entra in vigore la Costituzione dell'India
- 9 maggio 1950: presentazione da parte di Robert Schuman del piano di cooperazione economica che segna l'inizio del processo d'integrazione europea: in seguito commemorato col "Giorno dell'Europa" o Giorno europeo
- 23 luglio 1952: Rivoluzione egiziana: istituzione della Repubblica d'Egitto
- 5-9 dicembre 1952: Grande smog: La più grande catastrofe ambientale del Regno Unito
- 1953: Winston Churchill riceve il Premio Nobel per la letteratura
- 29 maggio 1953: prima ascensione dell'Everest da parte del neozelandese Edmund Hillary e dello sherpa Tenzing Norgay
- 26 luglio 1953: Cuba: Giorno dell'Assalto alla Caserma Moncada: inizio della Rivoluzione cubana di Fidel Castro
- 9 novembre 1953: la Cambogia ottiene l'indipendenza dalla Francia
- 31 luglio 1954: spedizione italiana guidata da Ardito Desio raggiunge per la prima volta la vetta del K2
- Guerra civile cinese ed ascesa al potere di Mao Tse-Tung
- Embargo su Cuba.
- 1º novembre 1954: data d'inizio della Guerra d'Algeria contro l'occupazione francese
- 14 maggio 1955: Patto di Varsavia tra i paesi del blocco sovietico, contrapposto al blocco occidentale, NATO o Patto Atlantico del 1949. I restanti Stati confluiscono negli stati non allineati
- 15 maggio 1955: Trattato di Stato austriaco: ristabilì un'Austria libera, democratica e sovrana
- 26 ottobre 1955: Dichiarazione di neutralità austriaca: stabilì la perpetua neutralità dello Stato austriaco
- Inizia la Guerra Fredda
- 20 marzo 1956: la Tunisia indipendente dalla Francia
- 23 marzo 1956: in Pakistan viene istituita la prima repubblica islamica
- 23 ottobre 1956: data d'inizio della Rivoluzione ungherese del 1956, contro le forze sovietiche
- Crisi di Suez del 1956-1957
- 18 novembre 1956: Marocco indipendente da Francia e Spagna
- 6 marzo 1957: il Ghana indipendente dal Regno Unito
- 25 marzo 1957: viene firmato a Roma il Trattato che istituisce la Comunità economica europea (o CEE o Trattati di Roma)
- 31 agosto 1957: la Malaysia ottiene l'indipendenza dal Regno Unito
- 4 ottobre 1957: Cosmodromo di Baikonur: è il Giorno del lancio dello Sputnik 1, il primo satellite artificiale mandato in orbita intorno alla terra
- 3 novembre 1957: la cagnetta Laika è il primo animale lanciato in orbita nello spazio
- 29 luglio 1958: viene istituita la NASA, l'agenzia governativa civile responsabile del programma spaziale statunitense e per la ricerca aerospaziale
- 2 ottobre 1958: la Guinea indipendente dalla Francia
- 1º dicembre 1958: nasce la Repubblica Centrafricana, all'interno però della Comunità Francese
- 1º gennaio 1959: Rivoluzione cubana: il rivoluzionario Fidel Castro prende il potere a Cuba
- 1959: Salvatore Quasimodo riceve il Premio Nobel per la letteratura
- 4 aprile 1960: il Senegal ottiene l'indipendenza dalla Francia
- 21 aprile 1960: viene fondata Brasilia, la capitale del Brasile, dall'architetto brasiliano Oscar Niemeyer
- 27 aprile 1960: il Togo ottiene l'indipendenza dalla Francia
- 1º luglio 1960: unione dell'ex Somalia Italiana con la Somalia Britannica: nasce la Repubblica di Somalia
- 7 agosto 1960: indipendenza della Costa d'Avorio dalla Francia
- 19 agosto 1960: primi animali a tornare sani e salvi sulla terra dopo un volo orbitale nello spazio a bordo dello Sputnik 5: è il giorno di Belka e Strelka
- 1º ottobre 1960: Cipro ottiene l'indipendenza dal Regno Unito
- 28 novembre 1960: la Mauritania indipendente dalla Francia
- 17-19 aprile 1961: Tentativo di invasione di Cuba nella baia dei Porci da parte USA e Crisi dei missili di Cuba: il mondo sull'orlo della guerra nucleare
- 27 aprile 1961: la Sierra Leone ottiene l'indipendenza dal Regno Unito
- 28 maggio 1961: nasce a Londra Amnesty International, per la promozione della difesa dei diritti umani
- 11 settembre 1961: nasce in Svizzera il World Wide Fund For Nature o World Wildlife Fund (WWF), la più grande organizzazione mondiale per la conservazione della natura
- 9 dicembre 1961: in Tanzania (allora Tanganica) è il Giorno dell'indipendenza dal Regno Unito
- 19 dicembre 1961: viene istituito, con sede a Roma, il Programma alimentare mondiale (World Food Programme), agenzia delle Nazioni Unite per l'assistenza alimentare
- 1962-1965: sotto la guida di papa Giovanni XXIII prima e di papa Paolo VI poi si svolge il Concilio Vaticano II
- 5 luglio 1962: giorno dell'indipendenza dell'Algeria dalla Francia
- 6 agosto 1962: la Giamaica ottiene l'indipendenza dal Regno Unito
- 31 agosto 1962: Trinidad e Tobago ottengono l'indipendenza dal Regno Unito
- 9 ottobre 1962: Giorno dell'indipendenza dell'Uganda dal Regno Unito
- 1963: Primo Levi pubblica il romanzo La tregua
- 22 gennaio 1963: viene firmato a Parigi il Trattato dell'Eliseo tra Francia e Germania: pose fine al conflitto tra i due Paesi e stabilì reciproche collaborazioni
- 25 maggio 1963: viene fondata l'Organizzazione dell'unità africana: in seguito questo giorno viene commemorato con la Giornata dell'Africa
- 16 giugno 1963: la cosmonauta sovietica Valentina Tereškova è la prima donna nello spazio
- 28 agosto 1963: I have a dream (Io ho un sogno): discorso tenuto dall'attivista statunitense Martin Luther King al Lincoln Memorial di Washington, in difesa dei diritti civili e contro il razzismo
- 16 settembre 1963: viene istituita la federazione della Malaysia
- 9 ottobre 1963: Disastro del Vajont: avvenuto nel neo-bacino idroelettrico artificiale del torrente Vajont
- 22 novembre 1963: Assassinio di John Fitzgerald Kennedy
- 12 dicembre 1963: in Kenya indipendenza dal Regno Unito e istituzione della Repubblica (1964)
- 1964: Martin Luther King riceve il Premio Nobel per la pace
- 26 aprile 1964: Union day, tra Tanganica e Repubblica Popolare di Zanzibar, dopo la Rivoluzione di Zanzibar: nascita della Tanzania unita
- 21 settembre 1964: Malta ottiene l'indipendenza dal Regno Unito
- 24 ottobre 1964: lo Zambia indipendente dal Regno Unito
- 15 dicembre 1964: viene lanciato il San Marco 1, il primo satellite artificiale italiano
- 1964-1973: Guerra di indipendenza della Guinea-Bissau
- 21 febbraio 1965: Malcolm X assassinato a New York
- 9 agosto 1965: Giorno dell'indipendenza di Singapore dalla Malesia
- 30 settembre 1966: il Botswana ottiene l'indipendenza dal Regno Unito
- 30 novembre 1966: Barbados ottiene l'indipendenza dal Regno Unito
- Guerra dei sei giorni del 1967
- 10 settembre 1967: Gibilterra: anniversario del referendum in favore della permanenza come territorio britannico
- 9 ottobre 1967: viene ucciso in Bolivia Ernesto Che Guevara
- 1967-1974: Dittatura dei colonnelli in Grecia
- 1967-1975: Guerra civile cambogiana ed ascesa al potere di Pol Pot
- 1968: Conquista dello spazio con lo sbarco sulla Luna e lancio di sonde spaziali verso gli altri pianeti del sistema solare
- Ascesa al potere di Nicolae Ceaușescu in Romania
- 5 gennaio 1968: Primavera di Praga: periodo di liberalizzazione politica nel periodo della dominazione dell'Unione Sovietica
- 4 aprile 1968: Martin Luther King assassinato a Memphis
- Movimento del sessantotto nel mondo
- 20 luglio 1969: primo uomo sulla Luna: fu l'astronauta statunitense Neil Armstrong con la missione spaziale Apollo 11: l'uomo sbarca sulla Luna
- Rivoluzione libica del 1969 ed ascesa al potere di Muʿammar Gheddafi
- 12 dicembre 1969: Milano: è il giorno della strage di Piazza Fontana
- Rivoluzione correttiva del 1970 in Siria e ascesa al potere di Hafiz al-Assad
- Avvio della terza rivoluzione industriale dopo la ricostruzione post bellica e con essa boom economico su modello neoliberista (miracolo economico) in Italia), esplosione demografica mondiale e avvio del processo di globalizzazione. Suddivisione del mondo in mondo occidentale o primo mondo, secondo mondo e terzo mondo
- Si diffondono sempre più nella cultura di massa la cultura musicale nei suoi molteplici generi, quella teatrale e cinematografica, lo sport di massa e il turismo
- Nasce l'organizzazione Medici senza frontiere
- 1971: Pablo Neruda riceve il Premio Nobel per la letteratura
- 26 marzo 1971: il Bangladesh dichiara l'indipendenza dal Pakistan; data d'inizio della Guerra di liberazione bengalese, contro le forze pakistane
- 8 aprile 1971: si tiene a Londra il primo Congresso del popolo rom: creazione dell'Unione Internazionale dei Rom, mirante al riconoscimento di un'identità nazionale
- 2 dicembre 1971: nascita degli Emirati Arabi Uniti, dopo l'indipendenza dal Regno Unito
- 16 dicembre 1971: Giorno della Vittoria delle forze bengalesi su quelle pakistane nella Guerra di liberazione bengalese
- 30 gennaio 1972: Derry (Irlanda del Nord): Bloody Sunday, in cui morirono diversi manifestanti per i diritti civili
- 20 maggio 1972: viene istituita la Repubblica del Camerun
- 5-6 settembre 1972: Massacro di Monaco di Baviera: gruppo di terroristi palestinesi fa strage di atleti israeliani alle Olimpiadi
- 10 luglio 1973: le Bahamas ottengono l'indipendenza dal Regno Unito.
- 11 settembre 1973: Colpo di Stato in Cile del 1973 - Ascesa al potere di Augusto Pinochet e morte di Salvador Allende
- 6-25 ottobre 1973: Guerra del Kippur
- Crisi energetica (1973)
- 17 novembre 1973: Grecia: è il Giorno della Rivolta degli studenti contro la Dittatura dei Colonnelli
- 25 aprile 1974: Portogallo: Rivoluzione dei garofani, contro il regime autoritario fondato da António Salazar
- Anni di Piombo e Caso Moro in Italia, seguiti da mafia, ndrangheta, sacra corona unita, anonima sequestri negli anni ottanta e novanta
- 24 novembre 1974: viene scoperto in Etiopia l'ominide Lucy, il più antico ominide vissuto milioni di anni fa
- 1975: Eugenio Montale riceve il Premio Nobel per la letteratura
- Giubileo del 1975
- 30 aprile 1975: in Vietnam: Caduta di Saigon: liberazione dalle truppe americane, fine della Guerra del Vietnam
- 25 giugno 1975: in Mozambico è il giorno dell'indipendenza dal Portogallo
- 6 novembre 1975: in Marocco è il Giorno della Marcia verde: manifestazione per costringere la Spagna ad abbandonare il Sahara occidentale, conteso
- 11 novembre 1975: l'Angola ottiene l'indipendenza dal Portogallo
- 25 novembre 1975: il Suriname indipendente dai Paesi Bassi
- 2 dicembre 1975; Giorno della istituzione della Repubblica Popolare Democratica del Laos
- 1975-1990: Guerra civile libanese
- 1975-1979: Genocidio cambogiano
- Anni 70-80: la Siccità del Sahel causa oltre un milione di morti
- 29 luglio 1976: in Italia viene nominata la prima donna Ministro della Repubblica: Tina Anselmi, Ministro del Lavoro e della Previdenza Sociale
- Golpe argentino del 1976 e instaurazione della dittatura militare
- Disastro di Tenerife (1977)
- Guerra libico-egiziana del 1977
- Guerra cambogiana-vietnamita (1977-1991)
- Il cardinale polacco Karol Wojtyła diviene nel 1978 il primo papa non italiano dopo cinque secoli
- Guerra del Libano (1978)
- Rivoluzione di Saur del 1978 e inizio della Guerra civile afghana (1978-in corso) in Afghanistan
- Accordi di Camp David del 1978 e Trattato di pace israelo-egiziano del 1979 nell'ambito dei conflitti arabo-israeliani
- 1978-1979: Guerra ugandese-tanzaniana
- 1978-1987: Guerra libico-ciadiana
- 1979: Madre Teresa di Calcutta riceve il Premio Nobel per la pace
- Crisi energetica (1979)
- 11 febbraio 1979: Vittoria della Rivoluzione Iraniana: l'Ayatollah Ruhollah Khomeini prende il potere in Iran; istituzione della Repubblica Islamica dell'Iran
- 20 giugno 1979: in Italia: prima donna a ricoprire una delle cinque più alte cariche dello Stato: è Nilde Iotti, Presidente della Camera dei deputati
- Guerra Iran-Iraq (1979-1988)
- Guerra in Afghanistan (1979-1989) in seguito ad invasione sovietica
- Attentato a Giovanni Paolo II da parte del terrorista turco Mehmet Ali Ağca
- 1980: Nascita del sindacato/movimento di Solidarność in Polonia ad opera di Lech Wałęsa
- Decolonizzazione
- 1º aprile 1981: viene eletta la prima donna Capitano Reggente della Repubblica di San Marino: Maria Lea Pedini
- 24 giugno 1981: Giorno d'inizio delle dichiarate Apparizioni di Međugorje: prima dichiarata apparizione della Vergine Maria a Međugorje, in Bosnia
- 21 settembre 1981: il Belize indipendente dal Regno Unito
- 1982 Gabriel García Márquez riceve il Premio Nobel per la letteratura
- 2 aprile - 14 giugno 1982: Guerra delle Falkland, tra Regno Unito e Argentina per il possesso delle Isole Falkland: vittoria del Regno Unito
- Guerra del Libano (1982)
- Conflitto del Libano meridionale (1982-2000)
- Inizia nel 1983 la Seconda guerra civile in Sudan
- Inizia nel 1984 il Conflitto del Siachen.
- 23 febbraio 1984: nel Sultanato del Brunei è la data di indipendenza dalla protezione britannica
- 3 dicembre 1984: Disastro di Bhopal è stato un incidente industriale in India che causò (stimate) 15.000 vittime.
- Tim Berners-Lee e Robert Cailliau inventano i protocolli del Web: diffusione di Internet e dei telefoni cellulari
- Conflitto nordirlandese
- Movimento indipendentista basco dell'ETA
- 1986: l'italiano Reinhold Messner è il primo uomo a conquistare tutti i 14 ottomila
- Rivoluzione del Rosario del 1986 nelle Filippine
- Disastro dello Space Shuttle Challenger
- 26 aprile 1986: Disastro di Černobyl': grave incidente in una centrale nucleare ucraina che provocò, tra l'altro, diversi morti: la nube radioattiva avvolge l'Europa.
- 21 dicembre 1988: Attentato di Lockerbie
- In Unione Sovietica il premier Michail Gorbačëv dà vita alla Perestrojka
- Crollo del comunismo (caduta del muro di Berlino), fine della Guerra Fredda e successiva dissoluzione dell'Unione Sovietica
- 9 aprile 1989: Georgia: massacro di Tbilisi, durante una manifestazione anti-sovietica
- 4 giugno 1989: Elezioni parlamentari in Polonia del 1989, che segnarono la vittoria del sindacato/movimento di Solidarność
- 4 giugno 1989: Cina: è il Giorno della Protesta di piazza Tienanmen, a Pechino: protesta soppressa: vi furono, tra l'altro, diversi morti
- 21 agosto 1989: Disastro del lago Nyos che causò 1.746 morti.
- 23 agosto 1989: è il Giorno della Catena baltica: evento di protesta sulle condizioni politiche ed economiche delle tre Repubbliche baltiche (Estonia, Lituania, Lettonia), durante il periodo sovietico
- 9 novembre 1989: Giorno della caduta del Muro di Berlino, che divideva la città in: Berlino Ovest e Berlino Est
- 17 novembre 1989: Repubblica Ceca: è il Giorno della Rivoluzione di Velluto, contro il regime comunista cecoslovacco
- 6 dicembre 1989: Massacro del Politecnico di Montréal, in Canada, in cui morirono 14 donne
- Guerra civile afghana (1989-1992)
- Rivoluzione romena del 1989
- 22 maggio 1990: riunificazione dello Yemen del Nord con lo Yemen del Sud: nascita della Repubblica dello Yemen
- 12 giugno 1990: dichiarazione di sovranità dello Stato di Russia
- 3 ottobre 1990: è il Giorno della Riunificazione tedesca
- 26 dicembre 1990: Giorno dell'Indipendenza e dell'Unità slovena: commemora la proclamazione del referendum sull'indipendenza slovena
- 1990-in corso: Conflitto del Kashmir
- 15 febbraio 1991: si riunisce il Gruppo di Visegrád, alleanza di quattro paesi (Polonia, Repubblica Ceca, Slovacchia e Ungheria), con lo scopo di rafforzare la loro cooperazione
- Saddam Hussein invade il Kuwait e scoppia la Guerra del Golfo
- 26 febbraio 1991: liberazione del Kuwait dall'invasione dell'Iraq di Saddam Hussein
- 24 maggio 1991: l'Eritrea ottiene l'indipendenza dall'Etiopia
- 28 maggio 1991: Derg Downfall Day: in Etiopia è il giorno della caduta del Derg, regime militare etiope
- 25 giugno 1991: la Slovenia dichiara l'indipendenza dalla Jugoslavia
- 25 giugno 1991: la Croazia dichiara l'indipendenza dalla Jugoslavia
- 24 agosto 1991: l'Ucraina dichiara l'indipendenza dall'URSS
- 27 agosto 1991: la Moldavia dichiara l'indipendenza dall'URSS
- 8 settembre 1991: la Repubblica di Macedonia indipendente dalla Jugoslavia
- 21 settembre 1991: Giorno dell'indipendenza dell'Armenia dall'URSS
- 18 ottobre 1991: indipendenza dell'Azerbaigian dall'URSS
- 27 ottobre 1991: il Turkmenistan dichiara l'indipendenza dall'URSS
- 12 novembre 1991: Timor Est: avviene il Massacro di Dili (o Massacro di Santa Cruz), durante l'occupazione indonesiana di Timor Est
- 16 dicembre 1991: il Kazakistan dichiara l'indipendenza dall'URSS
- 1991-1995: Guerre dei Balcani e dissoluzione della Jugoslavia comunista di Tito
- 1º gennaio 1992: Indipendenza della Slovacchia dalla Repubblica Ceca
- 7 febbraio 1992: viene firmato nei Paesi Bassi il Trattato di Maastricht (o Trattato dell'Unione Europea), che fissa regole politiche, economiche e sociali per l'adesione dei vari stati all'Unione
- 1993: Nelson Mandela e Fredrik Willem De Klerk ricevono il Premio Nobel per la pace
- 1º gennaio 1993: la Cecoslovacchia si divide: Repubblica Ceca e Slovacchia divengono indipendenti
- (1993) Fondazione dell'Unione europea con il Trattato di Maastricht e i relativi Accordi di Schengen
- Accordi di Oslo del 1993 tra OLP e Israele
- 1994: Yasser Arafat, Shimon Peres e Yitzhak Rabin ricevono il Premio Nobel per la pace
- 6 aprile 1994: Genocidio del Ruanda: nel conflitto tra etnia Hutu e Tutsi: le vittime furono prevalentemente di etnia tutsi
- Fine dell'apartheid in Sudafrica grazie a uomini come Nelson Mandela
- 27 aprile 1994: Nelson Mandela e le prime elezioni generali democratiche in Sudafrica, dopo la fine dell'apartheid: giorno celebrato in seguito nella Festa della libertà
- 15 maggio 1994: nasce a Milano l'associazione umanitaria Emergency, fondata da Gino Strada, Teresa Sarti e Carlo Garbagnati
- Prima guerra cecena (1994-1996)
- 11 luglio 1995: Bosnia ed Erzegovina: massacro di Srebrenica, in cui furono uccisi migliaia di musulmani bosniaci
- 4 novembre 1995: Yitzhak Rabin, premier israeliano premio Nobel per la pace, è assassinato
- 1996-1997: Prima guerra del Congo
- 1997: Dario Fo riceve il Premio Nobel per la letteratura
- Rivoluzione bolivariana del 1998 in Venezuela ed ascesa di Hugo Chávez
- 1998: inizia la Seconda guerra del Congo
- 1º gennaio 1999: nascita ufficiale dell'Euro, la nuova moneta europea
- 1999: inizia il Conflitto dell'Ituri
- 1999: inizia la Seconda guerra cecena
- 30 settembre 1999: Incidente di Tokaimura di grado 4 della scala INES
- 1999: Ascesa al potere di Vladimir Putin in Russia
- Preoccupazioni e timori per la sovrappopolazione, la fame nel mondo, i cambiamenti climatici, il problema energetico globale e il millennium bug

### XXI secolo
- L'esplosione demografica, assimilabile ad un andamento iperbolico nei secoli precedenti, dà segni di rallentamento
- Si intensifica il processo di globalizzazione grazie anche alla diffusione di Internet e dei suoi servizi web
- 2000-2003: seconda guerra del Congo
- 2000-2005: seconda guerra civile in Sudan
- 2000-2007: conflitto dell'Ituri
- 2000-2009: seconda guerra cecena
- 26 marzo 2000: Vladimir Putin (già presidente ad interim) viene eletto presidente della Federazione Russa
- giugno 2000: in Siria morte del presidente Hafiz al-Assad e ascesa al potere del figlio Bashar
- 11 settembre 2001: attentati a New York. Quattro gruppi terroristici di Al-Qaida dirottano altrettanti aerei di linea e portano due di essi a schiantarsi sulle Torri Gemelle di New York, uno sul Pentagono di Washington ed uno, diretto sul Campidoglio o sulla Casa Bianca, si schianta prima di raggiungerla
- 7 ottobre 2001: gli Stati Uniti d'America danno il via ad azioni di guerra contro il regime dei Talebani in Afghanistan, ritenuto responsabile di aver favorito l'organizzazione terroristica al-Qaida di Osama bin Laden considerata colpevole degli attentati: Guerra in Afghanistan (2001-2021)
- 1º gennaio 2002: inizio della circolazione dell'euro
- 20 maggio 2002: a Timor Est è il Giorno dell'indipendenza dall'Indonesia
- 12 ottobre 2002: attentato di Bali
- 23-26 ottobre 2002: crisi del teatro Dubrovka a Mosca a causa degli indipendentisti ceceni
- 2003-in corso: conflitto del Darfur
- 1º febbraio 2003: disastro dello Space Shuttle Columbia al rientro in atmosfera
- 19 marzo 2003: gli Stati Uniti d'America invadono l'Iraq, causando la seconda guerra del golfo, con l'intenzione di rovesciare il regime di Saddam Hussein, ritenuto impegnato nello sviluppo di armi di distruzione di massa, accusa che poi si rivelò infondata. In seguito all'invasione, nasce Al-Qaida in Iraq, che si evolverà nello Stato Islamico (ISIS)
- 1º maggio 2004: dieci stati entrano a far parte dell'Unione europea
- Attentati di Madrid dell'11 marzo 2004
- 1°-3 settembre 2004: strage di Beslan da parte degli indipendentisti ceceni
- 26 dicembre 2004: un maremoto nell'Oceano Indiano causa circa 230.000 vittime
- 2004-2008: conflitto del Kivu
- aprile 2005: morte di papa Giovanni Paolo II ed elezione di papa Benedetto XVI
- Attentati di Londra del 7 luglio 2005
- Attentati del 23 luglio 2005 a Sharm el-Sheikh
- 23 agosto 2005: L'uragano Katrina si abbatte su New Orleans
- Attentati di Mumbai dell'11 luglio 2006
- 9 novembre 2005: attentati di Amman del 2005
- luglio-agosto 2006: l'Esercito israeliano invade il Libano per rappresaglia contro il movimento sciita Hezbollah
- 27 dicembre 2007: assassinio di Benazir Bhutto, ex primo ministro pachistana
- 17 febbraio 2008: il Kosovo dichiara l'indipendenza dalla Serbia
- 28 maggio 2008: in Nepal viene istituita la Repubblica dopo 240 anni di monarchia
- 29 giugno 2008: inizia l'Anno Giubilare Paolino indetto da papa Benedetto XVI
- 15 settembre 2008: crollo della borsa americana con conseguenze a livello mondiale dando vita alla grande recessione
- 2 luglio 2008: liberata in Colombia dopo più di 6 anni dal sequestro Íngrid Betancourt, attivista per i diritti civili
- 4 novembre 2008: elezione di Barack Obama: primo presidente afroamericano degli Stati Uniti d'America
- Attentati del 26 novembre 2008 a Mumbai
- 20 gennaio 2009: insediamento del presidente degli Stati Uniti d'America Barack Obama
- 6 aprile 2009: terremoto all'Aquila
- 12 gennaio 2010: un terremoto ad Haiti provoca più di 200.000 morti
- 20 marzo 2010: il vulcano islandese Eyjafjöll entra in eruzione causando il blocco del traffico aereo in Europa
- Dicembre 2010: inizia la primavera araba, che porta alla caduta di capi di Stato al potere da decenni in Tunisia, Egitto, Libia e Yemen
- 15 febbraio 2011: scoppia la guerra civile in Libia
- 11 marzo 2011: terremoto e maremoto in Giappone: in questo contesto avviene il disastro di Fukushima: grave incidente in una centrale nucleare giapponese
- 15 marzo 2011: inizia la guerra civile siriana contro Assad
- 2 maggio 2011: i Navy SEAL uccidono Osama bin Laden ad Abbottabad (Operazione Geronimo)
- 9 luglio 2011: è il Giorno dell'indipendenza del Sudan del sud dal Sudan
- Attentati del 22 luglio 2011 in Norvegia
- 13 gennaio 2012: naufraga la nave da crociera Costa Concordia
- Ondata di freddo del febbraio 2012 in Europa causa oltre 650 morti
- 11 febbraio 2013: il papa Benedetto XVI annuncia ufficialmente di rinunciare al soglio pontificio
- 13 marzo 2013: il cardinale argentino Jorge Mario Bergoglio viene eletto papa col nome di Francesco. È il primo pontefice sudamericano della storia
- 3 luglio 2013: golpe egiziano del 2013, seguito dalla repressione della Fratellanza musulmana e dal Massacro di piazza Rabi'a al-'Adawiyya
- 21 agosto 2013: attacco chimico di Ghūṭa
- 29 e 30 dicembre 2013: attentati di Volgograd del 2013
- 21 novembre 2013 - 23 febbraio 2014: Euromaidan, un movimento di protesta svoltosi a Kiev, si conclude con rovesciamento del governo di Viktor Janukovyč e l'instaurazione di una nuova costituzione.
- 2014: Malala Yousafzai riceve il Premio Nobel per la pace
- febbraio-aprile 2014: la regione ucraina filorussa della Crimea viene annessa dalla Russia; segue una guerra civile nel Donbass fra l'esercito ucraino supportato indirettamente dalla Nato e i separatisti filorussi supportati direttamente dalla Russia
- 29 giugno 2014: tra Siria e Iraq viene proclamato il cosiddetto Stato Islamico (ISIS) con a capo il terrorista Abu Bakr al-Baghdadi. In risposta una coalizione a guida statunitense interviene militarmente contro l'ISIS in Iraq da agosto 2014 e in Siria da settembre 2014
- gennaio 2015: attentato alla sede di Charlie Hebdo
- 2015-2017: numerosi attentati rivendicati o attribuiti all'ISIS nel mondo: Attentati di Copenaghen, Attentato di Tripoli del 2015, Attentato al museo nazionale del Bardo di Tunisi, Attentato di Susa, Attentati di Ankara del 10 ottobre 2015, Attentato al Volo Metrojet 9268, Attentato alla sede di Charlie Hebdo, Attentati di Beirut del 12 novembre 2015, Attentati di Parigi del 13 novembre 2015, Attentati di Bruxelles del 22 marzo 2016, Strage di Orlando, Attentato del 28 giugno 2016 all'Aeroporto di Istanbul-Atatürk, Attentato di Dacca, Attentati di Baghdad del 3 luglio 2016, Strage di Nizza, Attentato all'ambasciata canadese a Kabul del 2016, Attentato di Berlino del 19 dicembre 2016, Attentato di Istanbul del 2017, Attentato di Londra del 22 marzo 2017, Attentato di Stoccolma del 2017
- 25 aprile 2015: un violentissimo terremoto di magnitudo 7.9 sulla scala Richter scuote il Nepal facendo più di 8.000 vittime
- Estate-autunno 2015: crisi europea dei migranti.
- 8 dicembre 2015: inizia il Giubileo Straordinario della Misericordia.
- 23 giugno 2016: i cittadini del Regno Unito al referendum sulla permanenza del Regno Unito nell'Unione europea si esprimono per l'uscita del paese dall'Unione.
- 15 luglio 2016: tentativo fallito di colpo di Stato in Turchia.
- 24 agosto 2016: terremoto del Centro Italia.
- 20 gennaio 2017: insediamento del presidente degli Stati Uniti d'America Donald Trump.
- 31 dicembre 2019: vengono diffuse notizie dei primi contagi da Covid-19.
- 3 gennaio 2020: assassinio del generale iraniano Qasem Soleimani.
- 31 gennaio 2020: alle ore 24 CET (23 GTM), il Regno Unito esce ufficialmente dall'Unione europea e inizia i trattati post brexit che dureranno per 15 mesi.
- 11 marzo 2020: l'OMS dichiara la pandemia globale da Covid-19.
- 20 gennaio 2021: insediamento del nuovo presidente degli Stati Uniti d'America Joe Biden.
- 15 agosto 2021: Presa di Kabul da parte dei talebani.
- 5 settembre 2021: Colpo di Stato in Guinea, mentre il presidente Alpha Condé era in vacanza in Italia.
- 30 novembre 2021: Barbados diventa una repubblica.
- 24 febbraio 2022: la Russia di Putin invade l'Ucraina.
- 8 luglio 2022: assassinio di Shinzo Abe, ex primo ministro giapponese.
- 8 settembre 2022: muore Elisabetta II, regina del Regno Unito.
- 6 maggio 2023: incoronazione di Carlo III.
- 7 ottobre 2023: Hamas attacca Israele; inizio della guerra di Gaza.
- 1 gennaio 2024 : Il blocco dei BRICS si allarga accogliendo Arabia Saudita, Egitto, Etiopia, Emirati Arabi Uniti ed Iran.
- 22 marzo 2024: attentato al crocus city hall.
- 13 luglio 2024: durante un comizio elettorale in Pennsylvania, il candidato repubblicano alle presidenziali Donald Trump sfugge ad un attentato.
- 8 dicembre 2024: Dopo tredici anni, cade il regime di Assad in Siria.
- 20 gennaio 2025: si insedia alla Casa Bianca Donald Trump per il suo secondo Mandato.
- 28 marzo 2025: un violento terremoto di magnitudo 7,7 sulla scala Richter colpisce il Myanmar causando 5.413 morti.
- 21 aprile 2025: muore Papa Francesco, 266º papa della Chiesa Cattolica.
- 8 maggio 2025: viene eletto 267º papa della Chiesa Cattolica Robert Francis Prevost, che sceglie il nome di Leone XIV.
- 13 giugno - 24 giugno 2025: "Guerra dei 12 giorni" tra Israele e Iran. Nel conflitto, scaturato in seguito al mancato raggiungimento di un accordo sul nucleare iraniano, intervengono anche gli Stati Uniti con l'operazione "Martello di Mezzanotte".